# Pratikno
Pratikno, né le 13 février 1962 à Bojonegoro (Java oriental), est un homme politique indonésien. Il est ministre du Secrétariat d'État depuis 2014, au sein du Cabinet de Travail, puis au sein du Cabinet Indonésie En avant, nommé par le président Joko Widodo. 

## Parcours
Né à Bojonegoro, au Java oriental, Pratikno est diplômé de l'Université Gadjah Mada en 1985, où il a étudié l'administration publique. Il obtient ensuite un master en administration du développement de l'Université de Birmingham et un doctorat au département d’études asiatiques de l'Université Flinders à Adélaïde, en Australie-Méridionale. 
Doyen de la faculté des sciences sociales et politiques de l'Université Gadjah Mada à Yogyakarta, il a ensuite été recteur de cette université de 2012 à 2014. 